# Christophe Faure-Belon
Pour les articles homonymes, voir Faure et Belon.
Christophe Faure-Belon est un négociant et homme politique français né à Saint-Étienne le 5 juin 1808 et mort dans la même ville le 21 juillet 1881. Il a été le premier maire du grand Saint-Étienne résultant de la fusion des communes suburbaines. 

## Biographie
Fils d'un armurier et petit-fils d'un chapelier du côté maternel, il grandit dans un milieu modeste mais fait de solides études au collège de la ville avant d'entrer comme clerc chez un avoué. Il ne va cependant pas faire carrière dans le droit mais dans la soie. Il devient le commis (1826) puis l'associé (1847) et enfin le continuateur (1854) du marchand de soie Royet-Sauvignet. Il paie également patente comme banquier sous le Second Empire. Il connaît des difficultés dès 1865 et la société C. Faure & Cie cesse en 1881, quelques mois avant son décès. 
Élu colonel de la Garde nationale en 1848 en raison de sa fermeté lors du pillage des couvents par les passementiers, il siège au conseil municipal dès 1847 avant d'être nomme adjoint en 1852. Le décret du 4 juin 1855 a réuni les faubourgs à la ville de Saint-Étienne qui devient également la nouvelle préfecture du département : Faure-Belon est nommé maire d'une des plus grandes villes de France en 1855 et devait rester dix ans en place. Il siège également au conseil général (1855-1870) de la Loire. Sous sa longue et active magistrature, le palais de justice est reconstruit, l’Hôtel de ville se voit coiffer d’un dôme (1858), le théâtre des Ursules (1856) et l’École de dessin sont construits, L’église Sainte Marie de la Visitation est remplacée par un Monument Néo-Byzantin (1857 – 1861) dû à l’architecte Étienne Boisson. Il fait réaliser de nombreux jardins publics qui manquaient à Saint-Étienne : le Jardin des Plantes par la transformation de la promenade de l’Heurton (1858), les jardins de l’École de dessin (1865), et surtout l’aménagement de la place Marengo avec des pièces d’eau et des massifs d’arbustes et de fleurs (1860). Il fait également construire plusieurs écoles. Il se soucie également des bonnes mœurs en refusant de concert avec le préfet Constant Thuillier la réouverture du Casino lyrique. Il va enfin s’attaquer au problème principal de la ville, question toujours renvoyée à plus tard depuis le Premier Empire, l’approvisionnement correct en eau potable. L’achèvement des travaux va prendre dix ans. L’inauguration du barrage du Gouffre d’Enfer (sur la commune de Rochetaillée) a lieu après son retrait et nul ne songe à rappeler le rôle déterminant qui fut le sien. 
Battu aux élections municipales de 1865 par l'opposition républicaine, Faure-Belon se retire de la vie politique après son échec comme candidat à l'élection législative partielle due au décès de Pierre-Frédéric Dorian. Il devient président de la chambre de commerce de Saint-Étienne (1872-1875). Il avait été fait chevalier (1856) puis officier (1865) de la Légion d'honneur.